# Tears
Pour plus de détails, voir Fiche technique et Distribution.
Tears (hangeul : 눈물 ; RR : Nunmul) est un film dramatique sud-coréen écrit et réalisé par Im Sang-soo, sorti en 2001.

## Synopsis
Entre drogue, prostitution et violence, la dérive de quatre adolescents issus d'un quartier pauvre de Séoul.

## Fiche technique
- Titre : Tears
- Titre original : 눈물 (Nunmul)
- Réalisation : Im Sang-soo
- Scénario : Im Sang-soo
- Production : Oh Jeong-wan
- Société de production : B.O.M. Film Productions
- Pays d'origine : Corée du Sud
- Langue originale : coréen
- Format : couleur - 1.85 : 1 - Dolby Digital - 35 mm
- Genre : drame
- Durée : 101 minutes
- Dates de sortie :
  -  Corée du Sud : octobre 2000 (Festival international du film de Busan)
  -  Corée du Sud : 1er janvier 2001

## Distribution
- Jun Han : Han
- Park Geun-yeong : Sa-ri
- Bong Tae-gyu : Jang
- Jo Eun-ji : Ran
- Seong Ji-ru : Yong-ho